# روبرت هيرنغ
روبرت هيرنغ (بالإنجليزية: Robert Herring)‏ (8 يونيو 1898 بملبورن في أستراليا - 8 أكتوبر 1964) هو لاعب كريكت أسترالي. لعب مع فريق فكتوريا للكريكت.

## وصلات خارجية
- روبرت هيرنغ على موقع إي آس بي آن كريك إنفو (الإنجليزية)